# Smith & Wesson M&P-15
Smith & Wesson M&P15 — самозарядная винтовка американского происхождения выпущенная компанией Smith & Wesson, винтовка была построена на основе AR-15. Предназначается для полицейских и гражданских лиц.

## История создания
M&P15 был представлен в двух вариантах: M&P15 и M&P15T. У обоих калибр 5.56мм. M&P15T вариант для полиции со стандартным НАТОвским магазином 5.56мм оснащенный складными прицельными механизмами и цевье с планками "Пикатинни" на которых присутствует разметка, прицельное приспособление в сложенном состоянии, прикреплено к планкам. На цевье так же есть пластмассовые щитки для более хорошего и удобного хвата.

## Страны-эксплуатанты
- США

- Австралия

- Мексика